# Aldo Giuffré
Pour les articles homonymes, voir Giuffré.
Aldo Giuffré est un acteur italien né le 10 avril 1924 à Naples et mort le 26 juin 2010 à Rome.

## Biographie
Aldo Giuffré a été annonceur à la radio à Naples dans les années 1940. Il était passé au siège de RAI de Rome, lorsqu'il annonce le 25 avril 1945 la fin de la Seconde Guerre mondiale. Passé à d'autres activités, il n'oubliera jamais la radio où il interprétera des drames radiophoniques et des textes de théâtre.
Il revient à Naples et fait ses débuts au théâtre en 1947 dans Napoli milionaria!, avec la troupe d'Eduardo De Filippo, avec laquelle il reste jusqu'en 1952, en l'abandonnant de temps en temps pour interpréter les grands classiques de Anton Tchekhov, Carlo Goldoni dans des mises en scène de Luchino Visconti et Anna Magnani.
Il commence aussi au cinéma en 1947, dans le film Assunta Spina de Mario Mattoli, avec Anna Magnani. Parmi ses rôles connus, on peut citer Hier, aujourd'hui et demain de Vittorio De Sica (1963) et Le Bon, la Brute et le Truand (1966) de Sergio Leone. Il a aussi joué de nombreuses fois avec Totò et dans de nombreuses comédies des années 1970.
À partir de 1960, il se consacre surtout à la télévision en jouant dans de nombreuses comédies et en participant à des émissions de variétés.
À partir de 1972 et pour une dizaine d'années, il joue au théâtre avec son frère Carlo Giuffré.
En 1979, il subit une opération des cordes vocales qui le prive de sa voix chaleureuse, mais ne l'empêche pas de continuer à jouer.
Il a été marié à l'actrice Liana Trouche, qui est morte en 1981.
Il reçoit en 1984 le prix David di Donatello pour le meilleur acteur dans un second rôle pour le film Mi manda Picone de Nanni Loy. Il a aussi obtenu le prix Simpatia en 1974 et 1984.
Il apparaît pour la dernière fois au cinéma dans La repubblica di San Gennaro (it) de Massimo Costa en 2003.
Mort d'une inflammation du péritoine, en juin 2010, l'artiste est enterré au cimetière Flaminio.

## Filmographie partielle
- 1948 : Assunta Spina, de Mario Mattoli
- 1950 : Totò Tarzan, de Mario Mattoli
- 1951 : Filumena Marturano, d'Eduardo De Filippo
- 1951 : Il padrone del vapore, de Mario Mattoli
- 1951 : Gendarmes et Voleurs (Guardie e ladri), de Mario Monicelli et Steno : le complice d'Esposito
- 1952 : La Fille du diable (La figlia del diavolo), de Primo Zeglio
- 1956 : Nos plus belles années (I giorni più belli), de Mario Mattoli
- 1960 : Les Plaisirs du samedi soir (I piaceri del sabato notte) de Daniele D'Anza : Esposito
- 1961 : Le Carabinier à cheval (Il carabiniere a cavallo) de Carlo Lizzani
- 1961 : Le Roi des truands (Il re di Poggioreale), de Duilio Coletti
- 1962 : Le Meilleur Ennemi (The Best of Enemies), de Guy Hamilton : sergent Todini
- 1962 : Deux de la légion (I due della legione straniera), de Lucio Fulci
- 1962 : La Bataille de Naples (Le quattro giornate di Napoli), de Nanni Loy : Pitrella
- 1963 : Hier, aujourd'hui et demain (Ieri, oggi, domani), de Vittorio De Sica : Pasquale Nardella (segment "Adelina")
- 1963 : Hercule, Samson et Ulysse (Ercole sfida Sansone), de Pietro Francisci : Seren
- 1964 : Les Martiens ont douze mains (I marziani hanno dodici mani) de Castellano et Pipolo : Le maquereau
- 1966 : Les Combinards, de Juan Estelrich, Riccardo Pazzaglia et Jean-Claude Roy
- 1966 : Le Bon, la Brute et le Truand (Il buono, il brutto, il cattivo), de Sergio Leone : Le capitaine alcoolique
- 1967 : Fantômes à l'italienne (Questi fantasmi), de Renato Castellani
- 1968 : Pas de diamants pour Ursula (I diamanti che nessuno voleva rubare) de Gino Mangini : Marcos
- 1969 : Échec à la reine (Scacco alla regina) de Pasquale Festa Campanile : Spartaco
- 1970 : Tu peux ou tu peux pas ? (Con quale amore, con quanto amore) de Pasquale Festa Campanile : Giovanni
- 1971 : Quand les femmes étaient femelles (Quando gli uomini armarono la clava e... con le donne fecero din don), de Bruno Corbucci : Dieu
- 1972 : Les Proxénètes (Ettore lo fusto) d'Enzo G. Castellari : Agamemnon
- 1974 : Dossier rose de la prostitution (Prostituzione) de Rino Di Silvestro
- 1974 : Sesso in testa de Sergio Ammirata (it) et Fernando Di Leo
- 1975 : Ursula l'anti-gang (Colpo in canna) de Fernando Di Leo
- 1975 : Gente di rispetto de Luigi Zampa
- 1976 : L'Adolescente, de Alfonso Brescia
- 1976 : Chi dice donna, dice donna de Tonino Cervi
- 1984 : Mi manda Picone, de Nanni Loy
- 1989 : Mortacci de Sergio Citti